# Phaeogenes chuzensis
Phaeogenes chuzensis är en stekelart som beskrevs av Tohru Uchida 1927. Phaeogenes chuzensis ingår i släktet Phaeogenes och familjen brokparasitsteklar. Inga underarter finns listade i Catalogue of Life.